# Laca de la Xina

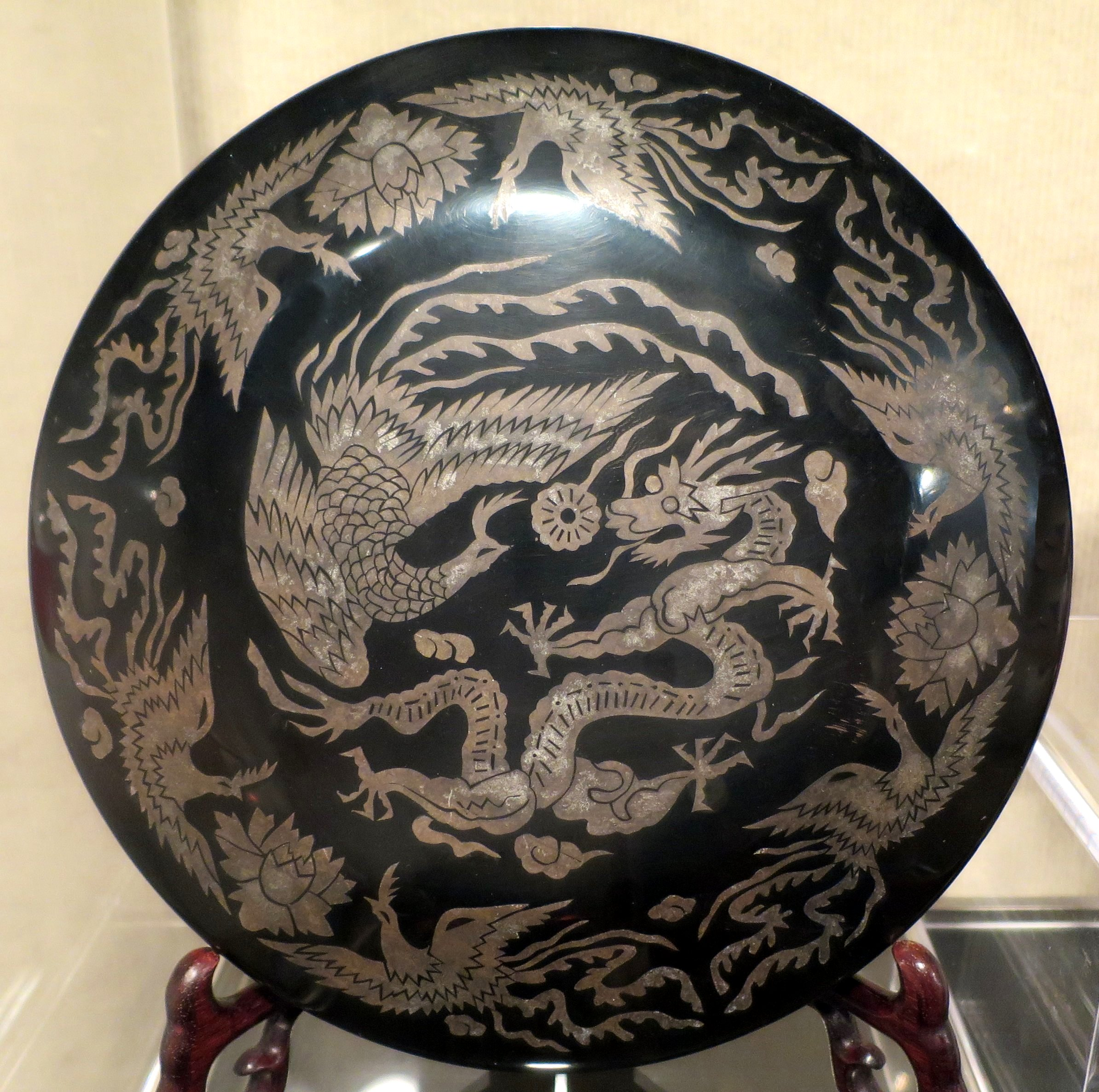
Caixa de laca negra de la Xina, laca sobre fusta amb plata, segle XX

La laca de la Xina o xarol xinès és un tipus de bàlsam utilitzat pels xinesos cobreixen un gran nombre d'objectes d'art com un vernís de gran bellesa. En català es va convertir en el vocable xarol prescindint del cognom "xinès" per a referir-se al vernís, quan s'emprava sobretot per donar llustre al cuir, va acabar denominant-se xarol al propi cuir tractat amb aquest bàlsam.

## Característiques
La laca natural sense pigment és marró fosc però els colors més comuns per als acabats de laca són el negre i el vermell, procedents de pigments en pols de ferro i òxid fèrric, respectivament. En el seu estat líquid el vernís pot causar serioses irritacions, tant per contacte com pels seus vapors. Una vegada endurit, les reaccions són poc comunes encara que possibles. La laca de la Xina té un enemic natural, els rajos ultraviolats. Els objectes lacats han de protegir-se de la llum directa del sol quan no estan sent utilitzats. El vernís és un adhesiu de gran potència.
Aquest vernís és un bàlsam natural que es destil·la per incisió de augia sinensis que creix a la Xina, a Tailàndia i a Vietnam. Aquest bàlsam és groc fosc, posseeix una olor aromàtica particular, un sabor fort i una mica astringent, és de la consistència de la trementina espessa i presenta alguna analogia amb els bàlsams de la Meca i de copaiba. Constitueix un vernís magnífic, que s'estén amb gran igualtat fàcilment i que se seca molt ràpid. Es barreja fàcilment amb els colors. Quan està fred amb prou feines es dissol en l'alcohol però ho fa molt ràpidament a temperatura d'ebullició.. L'èter i l'oli essencial de trementina el dissolen encara que estigui fred. Destil·lat amb aigua, se separa un oli volàtil, l'aigua dissol a l'àcid benzoic i s'obté per residu una matèria resinosa molt sòlida.

## Procediment de lacat
Els productes coberts amb laca de la Xina es reconeixen per l'acabat extremadament perdurable i llustrós. Entre altres aplicacions d'aquesta laca, les més comunes són en utensilis per a la taula, com a plats, bols, coberts, escuradents, copes i gots; instruments musicals com a flautes shakuhachi i tambors taiko; plomes estilográficas; joieria i arcs yumi. Hi ha diversos tipus de lacat, encapçalant la llista el Wajima-nuri, procedent de la ciutat de Wajima i caracteritzat per utilitzar lli com a estructura reforzant en els lacats. El vermell cinabri està molt ben considerat, malgrat que conté mercuri, un element molt tòxic que pot provocar l'enverinament per mercuri.
L'ús artístic i decoratiu de la laca de la Xina és un llarg procés, calen varies hores o dies per a donar les capes necessàries amb els seus corresponents temps d'assecat. El vernís s'aplica amb pinzell o brotxa i es deixa assecar en un ambient càlid i humit o en un forn. La creació d'una única peça lacada, com un bol o una ploma, pot portar de setmanes a mesos fins al seu acabat final.